# Rolls-Royce Phantom I
El Phantom fue el reemplazo de Rolls-Royce para el original Silver Ghost. Introducido como Nuevo Phantom en 1925, el Phantom tenía un motor más grande que el Silver Ghost y utilizaba válvulas superiores en lugar de las válvulas laterales del Silver Ghost. El Phantom fue construido en Derby en Inglaterra y en Springfield, Massachusetts en los Estados Unidos. Existían varias diferencias de especificaciones entre los Phantoms ingleses y americanos. El Phantom fue remplazado por el Phantom II en 1929, en cuyo punto fue llamado Phantom I.

## Descripción

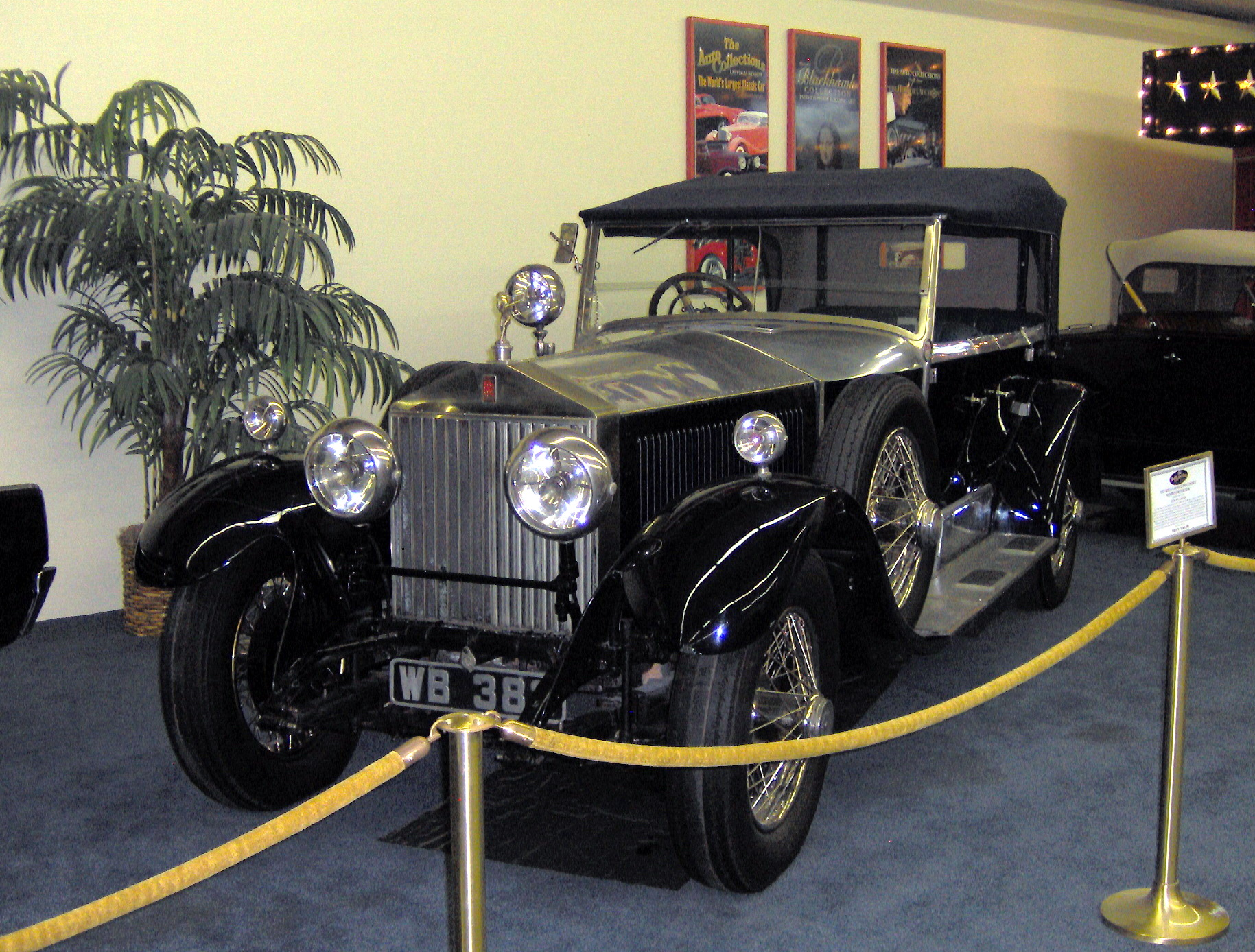
Phantom tourer fabricado en Derby carrozado por Windover en 1927.

### Historia
Introducido en 1925, el Phantom I fue el segundo modelo 40/50 hp de Rolls-Royce. Para diferenciarlos entre los modelos 40/50 hp, Rolls-Royce nombró el nuevo modelo "Nuevo Phantom" y renombró el viejo modelo "Silver Ghost", que era el nombre dado a su coche de pruebas, registrado n.º AX201. Cuando el Nuevo Phantom fue remplazado por otro modelo 40/50 hp en 1929, el coche de reemplazo fue llamado Phantom II y el Nuevo Phantom renombrado Phantom I.

### Ingeniería
Una de las mejoras importantes sobre el Silver Ghost era el nuevo motor de 6 cilindros en línea con válvulas superiores (OPHV). Construido como tres grupos de dos cilindros con cabezas desmontables, el motor fue descrito por Rolls-Royce como de potencia "suficiente". El motor tenía cilindros de 4¼ plg (107.9 mm) de diámetro y una carrera de los pistones de 5½ plg (139.7 mm) para una capacidad total de 7.7 L de desplazamiento. En 1925, la culata de motor fue renovada de hierro fundido a aluminio; esto causó problemas de corrosión. La caja de cambios independiente estaba conectada mediante una correa de goma al embrague y mediante un tubo de torque de accionamiento cerrado al diferencial trasero, como en el Silver Ghost.

### Chasis
El Nuevo Phantom utilizable el mismo bastidor que el Silver Ghost, con suspensiones de ballesta semielípticas en el eje delantero y suspensiones de tipo cantilever en el eje trasero. Frenos en las cuatro ruedas con sistema servo-asistido con licencia de Hispano-Suiza también fueron especificados, aunque algunos de los primeros modelos estadounidenses carecían de frenos delanteros.

### Diferencias entre las versiones inglesas y americanas
Como el Silver Ghost, el Phantom fue construido en la factoría de Rolls-Royce en Derby en el Reino Unido y en la factoría de Springfield, Massachusetts en los Estados Unidos. La factoría de EE. UU. produjo los Phantom I desde 1926 hasta 1931.
La mayoría de Phantom I del Reino Unido mantuvo el indicador de combustible en el tanque, pero algunos modelos de EE. UU. tenían uno el tablero de control. El Phantom inglés mantuvo la lubricación de aceite mediante boquillas Enots, algunos hasta con 50, que debían ser atendidas con regularidad cada 500, 1000 y 2000 millas, involucrando mucho tiempo y esfuerzo. Los Phantom de EE. UU. utilizaban un sistema de lubricación de aceite centralizado Bijur con una sola bomba y que conectaba todos los puntos de lubricación.
Otras diferencias entre los modelos ingleses y americanos incluían la distancia entre ejes y las transmisiones. Ambas versiones tenían la misma distancia entre ejes para la versión estándar (143½ plg 3644.9 mm), pero la versión de distancia entre ejes alargada en el Reino Unido era de 150½ plg (3822.7 mm) en lugar de las 146½ plg (3721.1 mm) de la versión americana. Las versiones inglesas utilizaban transmisiones de 4-velocidades mientras que los modelos americanos utilizaban una transmisión de 3-velocidades de cambio central, ambas con un solo embrague de disco seco.

## Carrocería

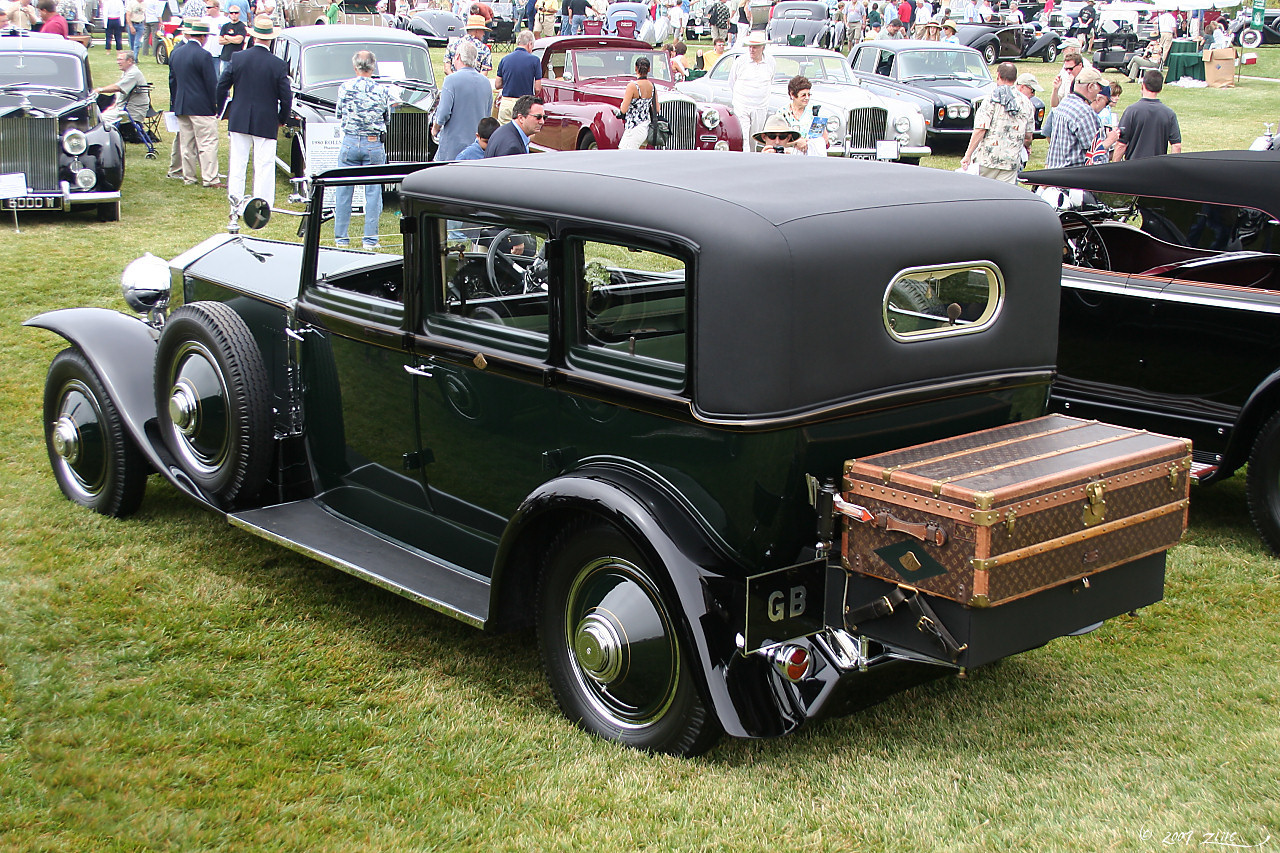
Phantom sedanca de ville carrozado por Hooper de 1929.

Solo el chasis y las parte mecánicas eran fabricadas por Rolls-Royce. La carrocería era construida e instalada por un carrocero elegido por el propietario. Los fabricantes de carrocerías que construían cuerpos de vehículos para Rolls-Royce incluían a Barker, Park Ward, Thrupp & Maberly, Mulliner y Hooper. Los Phantoms americanos podían ser adquiridos con carrocería estándar de Brewster & Co., que era propiedad de Rolls-Royce.

## Producción
- Phantom I (Reino Unido): 2269[7]
- Phantom I (EE. UU.): 1240[3]